# Polysics
I Polysics (Porishikkusu?) sono una band giapponese New wave e Rock originari di Tokyo, che hanno definito il proprio stile "Technicolor Pogo Punk". Il loro nome deriva da una marca di sintetizzatore, il Korg Polysix. La band inizia la propria carriera nel 1997, ma il grande successo arrivò solo nel 1998 dopo un concerto a Tokyo. Creano musica ad alta energia, mescolando suoni convenzionali di chitarra con suoni sintetizzati generati dal computer, creando un inconfondibile misto di Punk rock e synthpop pesantemente influenzato dalla band statunitense Devo e dai The Tubes, così come altri gruppi giapponesi, i P-Model e gli Yellow Magic Orchestra. I testi delle loro canzoni sono in giapponese, inglese, o gibberish. La band è nota per le loro energetiche performance dal vivo e le loro particolari uniformi composte da tute arancioni con una "P" stampata sul davanti, e i loro occhiali da sole a forma di "barra orizzontale".

## Storia

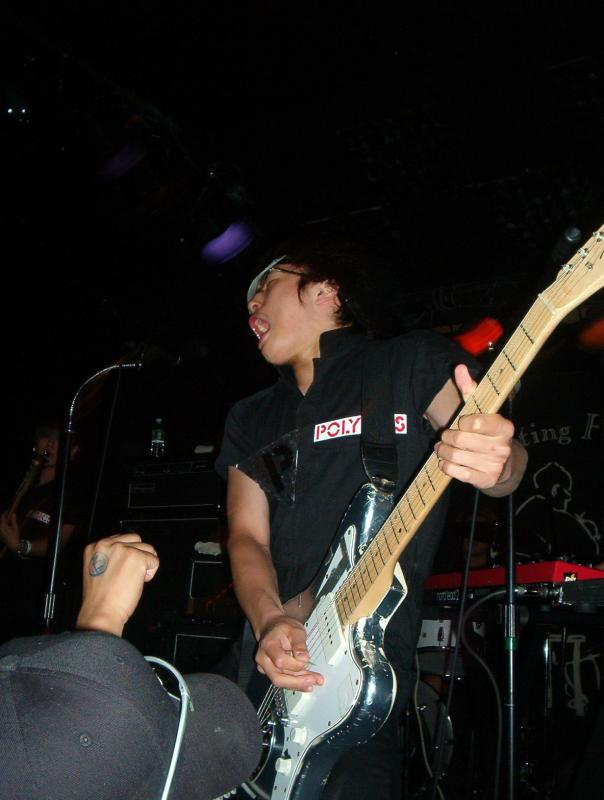
Hiroyuki Hayashi durante un live show dei Polysics nel 2003

I Polysics sono nati nel 1997 da un'idea del giapponese Hiroyuki Hayashi. Dopo aver visto alcuni videoclip dal vivo dei Devo viene pesantemente influenzato dalla cosiddetta "New Wave". Decide quindi di sciogliere la sua squadra di calcio e formare una band che si potesse in qualche modo basare sull'immagine "cartoon" e sulle idee musicali delle icone "Zany Art-Punk" viste in TV. Si unisce a lui il batterista Junichi Sugai e il bassista Sako (conosciuto come Poly 2). Al sintetizzatore si aggiunge Kaneko, che farà parte della band nei primi anni di attività. Dopo la sua dipartita viene sostituito da Kayo; la sua presenza scenica "meccanica" e i movimenti tipici "da robot" faranno da contrasto, specialmente nei live, alle movenze frenetiche degli altri componenti. Il nome del gruppo deriva dal primo sintetizzatore di Hayashi, il Korg Polysix. Questo strumento appare nei primi due video musicali della band.
Nel 1999, I Polysics pubblicano i loro primi album 1st P e A.D.S.R.M! per l'etichetta indipendente DECKREC Records. Dopo la pubblicazione di 1st P il loro bassista, conosciuto come "POLY-2", lascia la band. La band abbandonò il suffisso "POLY-X" per i componenti e diventarono un trio, ingaggiando la bassista Fumi, che contribuì ad alcune delle tracce dell'album Neu. Nel 1999, l'etichetta Asian Man Records pubblica il loro album di debutto negli USA Hey! Bob! My Friend! che ottiene buone reviews, ma vendite scarse. L'album è una compilation di tracce tratte dai loro primi due album pubblicati in giappone. Nel 2000 i Polysics firmano per la Ki/oon Records (una sussidiaria della Sony Music Japan Inc.) e pubblicano Neu, il primo album per una major. L'album mantiene la stessa energia dei loro primi lavori, ma in maniera più professionale e raffinata. Nell'album del 2001 Eno, i sintetizzatori vengono maggiormente sfruttati, ma le canzoni hanno comunque un intenso ed energico stile Punk rock. Per questo album Fumi viene ufficializzata come membro della band, facendo tornare i Polysics un quartetto. Nell'album del 2002 For Young Electric Pop, i Polysics tentano un approccio ispirato alla pop. L'energia punk viene minimizzata, ma la band conserva un notevole senso dell'armonia e uno stile unico e particolare.
Nel 2003, Neu viene pubblicato negli Stati Uniti tramite l'etichetta Asian Man Records, con buone recensioni e vendite ottime. Questo non impedisce al batterista Junichi Sugai, dopo la registrazione dell'EP Kaja Kaja Goo EP di lasciare la band. Ishimaru (batterista del gruppo Punk Snail Ramp) si unisce alla band come sostituto temporaneo. Nell'album del 2003 National P, i Polysics iniziano un tour negli USA, che verrà immortalato nel DVD PippikkippippiP In USA.
Sempre nel 2003, i Polysics partecipano al programma Adam & Joe Go Tokyo, in onda su di un'emittente britannica, suonando "Kaja Kaja Goo".
Nel 2004, i Polysics pubblicano il loro greatest hits intitolato Polysics or Die!!!! in Europa e negli Stati Uniti. Masashi Yano rimpiazza Junichi Sugai alla batteria. I Polysics vanno in tour in Europa e negli Stati Uniti dopo la pubblicazione in America nel 2005 di Polysics or Die!!!!. Con la pubblicazione, nei primi mesi del 2006, di Now Is the Time!, iniziarono un tour negli Stati Uniti e in Inghilterra, di supporto a grandi nomi dell'industria musicale britannica come Graham Coxon e i Kaiser Chiefs.
Il 28 febbraio del 2007 i Polysics pubblicano l'album Karate House in Giappone.
Successivamente i Polysics firmano per la MySpace Records pianificando la riedizione di Polysics or Die!!! negli Stati Uniti, includendo anche gli ultimi singoli tratti da Karate House e un DVD bonus contenente materiale live e alcuni videoclip. Polysics or Die!!!! viene pubblicato il 9 ottobre 2007 per la Myspace Records esclusivamente per il mercato americano, per commemorare il decimo anniversario della nascita della band. Hayashi si occupò del remix della sigla di Teen Titans del gruppo JPop Puffy AmiYumi. La canzone "Teen Titans Theme ~POLYSICS' CR-06 MIX~" appare nell'edizione americana dell'album Splurge dei Puffy AmiYumi.
il 23 aprile del 2008, l'album We Ate the Machine viene pubblicato in Giappone. Lo stesso album viene pubblicato il 30 settembre 2008 in Nord America.
Nella loro newsletter ufficiale il gruppo annuncia che l'ultimo giorno di Kayo con i Polysics sarà il 14 marzo 2010, nell'occasione di una grande e importante data al Nippon Budokan. Kayo afferma di aver trascorso con la band giorni felici e pieni di soddisfazioni, ma da quel giorno in poi vorrà vivere come una semplice donna, e non come un musicista.
Il loro concerto al Budokan, BUDOKAN OR DIE!!!! 2010.3.14, fu pubblicato il 7 luglio 2010 in formato DVD e Blu-ray.
L'8 agosto del 2010 la band ritornò dalla pausa suonando al Rock in Japan Festival come trio, indossando una nuova uniforme e nuovi caratteristici occhiali.

## Influenze
Stando alle parole di In Hiroyuki, i Polysics sono influenzati dallo "spirito dei Devo". Molte volte i Polysics hanno reso omaggio alla storica band nei loro video e nelle loro canzoni. La band ha suonato diverse cover dei Devo: Jerking Back And Forth, Social Fools e Secret Agent Man. I Polysics hanno anche riproposto in maniera creativa i Devo e materiale New Wave/Punk nelle loro canzoni; nel loro pezzo "Each Life Each End" tratto dall'album "Neu" presero "in prestito" il riff di apertura della canzone dei Devo Girl U Want (insieme ad un sample tratto da "Love Missile F1-11" dei Sigue Sigue Sputnik), e il testo parafrasa in maniera giocosa lo stile Engrish delle canzoni dei Devo The Day My Baby Gave Me A Surprise e Red Eye Express. I tributi si estesero anche alla loro pubblicità visiva; in un miniposter incluso nell'album "National P", i membri dei Polysics sono seduti su di una coperta da picnic, mangiando alcune torte dalla forma identica al famoso cappello portato dai Devo, l'Energy Dome. Anche il robot gigante nella copertina dell'EP "Lo-Bits" ha un elmetto da battaglia della stessa forma.
Mentre i Polysics citano i Devo come la loro principale influenza, ce ne sono altre che hanno contribuito alla loro immagine musicale come i Talking Heads, i P-Model (per i quali hanno aperto diversi concerti), gli Sparks, i The B-52's, gli XTC, i King Crimson, i Kraftwerk, i Denki Groove, i Neu!, Brian Eno, i Nirvana, i Man or Astroman, gli Spoozys, David Bowie, gli Hikashu e i Plastics. I Polysics hanno eseguito covers dei Devo, Styx, Suzi Quatro, Plastics, Ramones, The Knack, Soft Cell, Hikashu, Thin Lizzy, P-Model e Frank Sinatra e sono conosciuti per suonare gli Yes durante i loro sound checks.

## Componenti
Membri attuali
- Hiroyuki Hayashi – chitarra, voce, vocoder, programming (1997–presente)
- Fumi – basso, voce, sintetizzatori (2001–presente)
- Masashi Yano – batteria, voce (2004–presente)

Ex-membri
- Junichi Sugai – batteria (1997-2003)
- Sako Eisuke (conosciuto come Poly-2) – basso sintetizzato, vocoder (1997-1999)
- Kaneko Shingo[2] – sintetizzatore (1997)
- Kayo – sintetizzatore, voce, vocoder (1997-2010)

Musicisti addizionali per i tour
- Ishimaru – batteria (2003-2004)

## Discografia

### Album
- 1st P - 1999
- A.D.S.R.M! - 1999
- Hey! Bob! My Friend! - 2000 (USA e Korea)
- Neu - 2000 (USA, 2003)
- Live in Japan / 6-D (Live & Remix album) - 2000
- Eno - 2001
- For Young Electric Pop - 2002
- National P - 2003
- Polysics or Die!!!! - 2004 (USA e UK, 2005)
- Now Is the Time! - 2005 (USA e UK, 2006)
- Karate House - 2007 (USA, 2008)
- Polysics or Die!!!! Vista - 2007 (USA)
- We Ate the Machine - 2008 (USA e Europa, 2008)
- Absolute Polysics - 2009 (USA, 2010)
- Bestoisu!!!! - 2010
- Oh! No! It's Heavy Polysick!!! - 2011 (USA, TBA)
- 15th P - 2012
- Weeeeeeeeee!!! - 2012[3]

### Video
- Live At Newwave - 1999 (VHS)
- B.G.V. - 2000 (VHS)
- DVDVPVDVLIVE!! - 2003 (DVD)
- PippikkippippiP In USA - 2004 (DVD)
- Now is the live! - 2006 (DVD)
- Clips or Die!!!! - 2007 (DVD)
- We ate the show!! - 2008 (CD+DVD)
- Budokan Or Die!!!! 2010.3.14 - 2010 (DVD, Blu-ray)

### Progetti solisti
- Mitsuami Heroine - 2004 (EP di Kayo)

### Singoli
- Plus Chicker - 1999
- Modern - 1999
- XCT - 2000
- Each Life Each End - 2000
- New Wave Jacket - 2001
- Baby Bias - 2005
- Coelacanth Is Android - 2005 (USA, 2006)
- Electric Surfin' Go Go - 2006
- You-You-You - 2006
- Catch On Everywhere - 2007
- Rocket - 2007
- Pretty Good - 2008
- Shout Aloud! / Beat Flash - 2009
- Young Oh Oh! - 2009
- Lucky Star - 2012
- Everybody Say No - 2012

### EP
- Lo-Bits - 2002
- Kaja Kaja Goo - 2003 (UK, 2004)
- New Wave Jacket / My Sharona - 2004 (UK)
- I My Me Mine / Jhout - 2006 (UK)
- eee-P!!! - 2010

### Soundtrack
- I Polysics hanno suonato la sigla di apertura per lo show televisivo americano Jetix Super Robot Monkey Team Hyperforce Go!.
- La canzone dei Polysics' "You-You-You" è stata utilizzata come sigla di apertura per l'anime Keroro.[4]
- A track from their album Now is the Time!, "Tei! Tei! Tei!", was included in the FIFA 07 soundtrack.
- Anime Network ha utilizzato la canzone dei Polysics "Each Life Each End" per il "Girl Power programming block".
- La sigla di chiusura dell'anime Moyashimon è "Rocket" dei Polysics.
- Le sigle di apertura e di chiusura dell'anime Cells at Work! Black.